# Ulfried Geuter
Ulfried Geuter (geb. 9. Juni 1950 in Mönchengladbach) ist ein deutscher Psychologe und Psychotherapeut aus Berlin und Prof. i. R. für Körperpsychotherapie an der Universität Marburg. Er leitet das Institut für körperpsychotherapeutische Weiterbildung in Berlin.

## Leben und Wirken
Geuter studierte von 1968 bis 1974 Psychologie, Philosophie und Germanistik in Bonn und ging nach dem Diplom in Psychologie als Promotionsstudent an die Freie Universität Berlin, wo er von 1978 bis 1983 als wissenschaftlicher Assistent tätig war. 1982 erfolgte seine Promotion mit der Dissertation „Die Professionalisierung der deutschen Psychologie im Nationalsozialismus“. 1984 hatte er einen Lehrauftrag an der Universität Oldenburg inne und war mit einem psychologiegeschichtlichen Forschungsprojekt der DFG betraut. Von 1986 bis 1988 folgte das Forschungsprojekt „Jugend und psychologische Jugendforschung 1890–1930“ der Stiftung Volkswagenwerk. 1994 habilitierte er sich mit der Studie „Homosexualität in der deutschen Jugendbewegung. Jungenfreundschaft und Sexualität im Diskurs von Jugendbewegung, Psychoanalyse und Jugendpsychologie am Beginn des 20. Jahrhunderts“.
Geuter absolvierte eine Ausbildung zum Psychotherapeuten, zunächst in Gesprächspsychotherapie, dann in Körperpsychotherapie am Institut für integrative Biodynamik in Göttingen sowie in Psychoanalyse am Institut für Psychotherapie in Berlin. Seit 1989 arbeitet er als Psychotherapeut in eigener Praxis. 1990 war er Mitbegründer des Centrums für körperbezogene Psychotherapie in Berlin und dort bis 2004 tätig. Seitdem arbeitet er in psychotherapeutischer Praxisgemeinschaft mit seiner Frau zusammen.
Von 1994 bis 2005 war Geuter Privatdozent an der Freien Universität Berlin, 1996 und 1998 Gastprofessor mit dem Lehrgebiet Körperbezogene Psychotherapie an der Universität Innsbruck, seit 2005 Lehrbeauftragter für Körperpsychotherapie im Masterstudiengang Motologie der Universität Marburg. Von 2010 bis 2023 lehrte er dort als außerplanmäßiger Professor für Körperpsychotherapie in einem körperpsychotherapeutischen Studienschwerpunkt des Instituts für Sportwissenschaften und Motologie. Er ist u. a. in der psychotherapeutischen Aus- und Weiterbildung am Institut für Psychotherapie in Potsdam und am Institut für psychologische Psychotherapie und Beratung in Berlin tätig. 1994  zählte er zu den Gründungsmitgliedern der Deutschen Gesellschaft für Körperpsychotherapie. 2019 gründete er das Institut für körperpsychotherapeutische Weiterbildung in Berlin.
Neben den Veröffentlichungen als Autor von Monografien und zahlreichen Aufsätzen war Geuter von 2002 bis 2005 Mitherausgeber der Zeitschrift „Psychoanlalyse und Körper“. Seit 2013 ist er einer der Herausgeber der Zeitschrift „körper–tanz–bewegung“. Er war wissenschaftlicher Beirat bei verschiedenen Fachzeitschriften. 2015 und 2019 veröffentlichte er zwei Lehrbücher der Körperpsychotherapie.
Geuter war seit ihrer Gründung Mitglied der Alternative Liste Berlin, der Vorläuferpartei der Grünen. Aus Protest gegen die Außen-, Sicherheits- und Militärpolitik der Partei trat er nach 46 Jahren im März 2024 aus der Partei aus. Er ist verheiratet mit der Neurologin, Psychiaterin und Psychotherapeutin Lydia Olbrich-Geuter und hat mit ihr zwei Söhne.

## Journalistische Tätigkeit
Seit 1984 war Geuter als Journalist für die Rundfunkanstalten der ARD tätig, von 1986 bis 1988 vor allem mit Reportagen über Brasilien, seitdem als Wissenschaftsjournalist zu Themen der Psychologie und Psychotherapie sowie wissenschaftsgeschichtlichen Themen, auch für Printmedien. Zuletzt war er bis 2015 Kolumnist einer Gesundheitsbeilage verschiedener Tageszeitungen. 1997 erhielt er den Journalistenpreis der Deutschen Gesellschaft für Ernährung.

## Veröffentlichungen (Monografien)
- Homosexualität in der deutschen Jugendbewegung. Jugendfreundschaft und Sexualität im Diskurs von Jugendbewegung, Psychoanalyse und Jugendpsychologie des 20. Jahrhunderts, Suhrkamp, Frankfurt am Main 1994, ISBN 978-3-518-28713-2
- Die Professionalisierung der deutschen Psychologie im Nationalsozialismus, Dissertation, Suhrkamp, Frankfurt am Main 1988, ISBN 978-3-518-28301-1(engl.: The Professionalization of Psychology in Nazi Germany. New York: Cambridge University Press, 1992, ISBN 978-0521332972)
- Deutschsprachige Literatur zur Körperpsychotherapie. Eine Bibliografie, Leutner, Berlin 2002, ISBN 978-3-934391-06-2
- Körperpsychotherapie. Grundriss einer Theorie für die klinische Praxis, Springer Verlag 2. Aufl. 2023, ISBN 978-3-662-66152-9 (engl. Übersetzung u.d.T.: Body Psycghotherapy. A Theoretical Foundation for Clinical Practice.) Routledge, Anbingdon/New York 2024, ISBN 9781032010465; DOI:10.4324/9781003176893
- Praxis Körperpsychotherapie. 10 Prinzipien der Arbeit im therapeutischen Prozess, Springer Verlag, 2019, ISBN 978-3-662-56595-7

### Als Herausgeber
- mit Mitchell Ash: Geschichte der deutschen Psychologie im 20. Jahrhundert, Westdeutscher Verlag, Opladen 1985, ISBN 978-3-5312-2128-1
- Daten zur Geschichte der deutschen Psychologie. Psychologische Institute, Fachgesellschaften, Fachzeitschriften und Serien, Biographien, Emigranten 1879– 1945,  Hogrefe Verlag, 1986, ISBN 978-3-8017-0225-0
- Daten zur Geschichte der deutschen Psychologie, Psychologische Dissertationen 1885–1967, Hogrefe Verlag, 1987, ISBN 978-3-8017-0249-6